# 진천 용화사 석조여래입상
진천 용화사 석조여래입상(鎭川 龍華寺 石造如來立像)은 충청북도 진천군 용화사에 있는, 화강암으로 된 불상 입상이다. 고려시대에 만들어졌으며, 높이 7.5미터, 아랫부분의 폭이 1.7미터가 된다.
불상의 목 부분에는 영락줄(목, 팔 등에 두르는 구슬을 꿴 장식품)이 있고 연꽃을 잡고 있는 것이 특징이다. 이 불상은 김유신 장군의 위엄을 기리기 위한 송덕불상이라 알려져 있는데 신라시대에 길상사의 제향을 나라에서 주관하였고 고려시대에도 신라의 예를 따라 나라에서 제사를 지내면서, 이 불상도 건립하였다고 추정된다.

## 같이 보기
- 용화사

## 참고 자료
- 진천 용화사 석조여래입상 - 국가유산청 국가유산포털